# Smida
Smida – wieś w Rumunii, w okręgu Kluż, w gminie Beliș. W 2011 roku liczyła 42 mieszkańców.